# CarbFix
Carbfix es una empresa islandesa fundada en 2007. Ha desarrollado un método para almacenar permanentemente CO2 disolviéndolo en agua e inyectándolo en rocas basálticas. Una vez en el subsuelo, el CO2 inyectado reacciona con la roca madre formando minerales carbonatados estables, proporcionando así un almacenamiento permanente del CO2 inyectado.
En 2012 se inyectaron aproximadamente 200 toneladas de CO2 en basaltos subterráneos en una inyección piloto única en su tipo en el suroeste de Islandia. Los resultados de la investigación publicados en 2016 mostraron que el 95% del CO2 inyectado se solidificó en calcita en 2 años, utilizando 25 toneladas de agua por tonelada de CO2.  Desde 2014, esta tecnología se aplica a las emisiones de la central geotérmica de Hellisheiði. El H2S y el CO2 se capturan conjuntamente del flujo de emisiones de la central eléctrica y se almacenan de forma permanente y segura mediante mineralización de carbono in situ en el sitio de reinyección de Húsmúli. El proceso captura aproximadamente un tercio de las emisiones de CO2 (12 000 tCO2/año) y el 60% de las emisiones de H2S (6 000 tH2S/año) de la central eléctrica. El proyecto Silverstone tiene como objetivo implementar la captura, inyección y almacenamiento de minerales de CO2 a gran escala en la planta de energía geotérmica Hellisheiði a partir de 2025.
Carbfix opera actualmente cuatro sitios de inyección en Islandia en relación con la planta de energía geotérmica Hellisheiði: la planta de energía geotérmica Nesjavellir, la planta de captura directa de aire Orca cerca de Hellisheiði y dentro del proyecto CO2 Seastone en Helguvík (ver sección “Estado actual”).

## Contexto
Carbfix fue fundada por el entonces presidente islandés, Dr. Ólafur Ragnar Grímsson, Einar Gunnlaugsson de Reykjavík Energy, Wallace S. Broecker de la Universidad de Columbia, Eric H. Oelkers del CNRS Toulouse (Francia) y Sigurður Reynir Gíslason de la Universidad de Islandia para limitar Las emisiones de gases de efecto invernadero en Islandia. Reykjavik Energy proporcionó la financiación inicial para Carbfix. La Comisión Europea y el Departamento de Energía de los Estados Unidos han proporcionado financiación adicional. Además de encontrar un nuevo método para el almacenamiento permanente de dióxido de carbono, otro objetivo del proyecto era formar científicos.

## Método

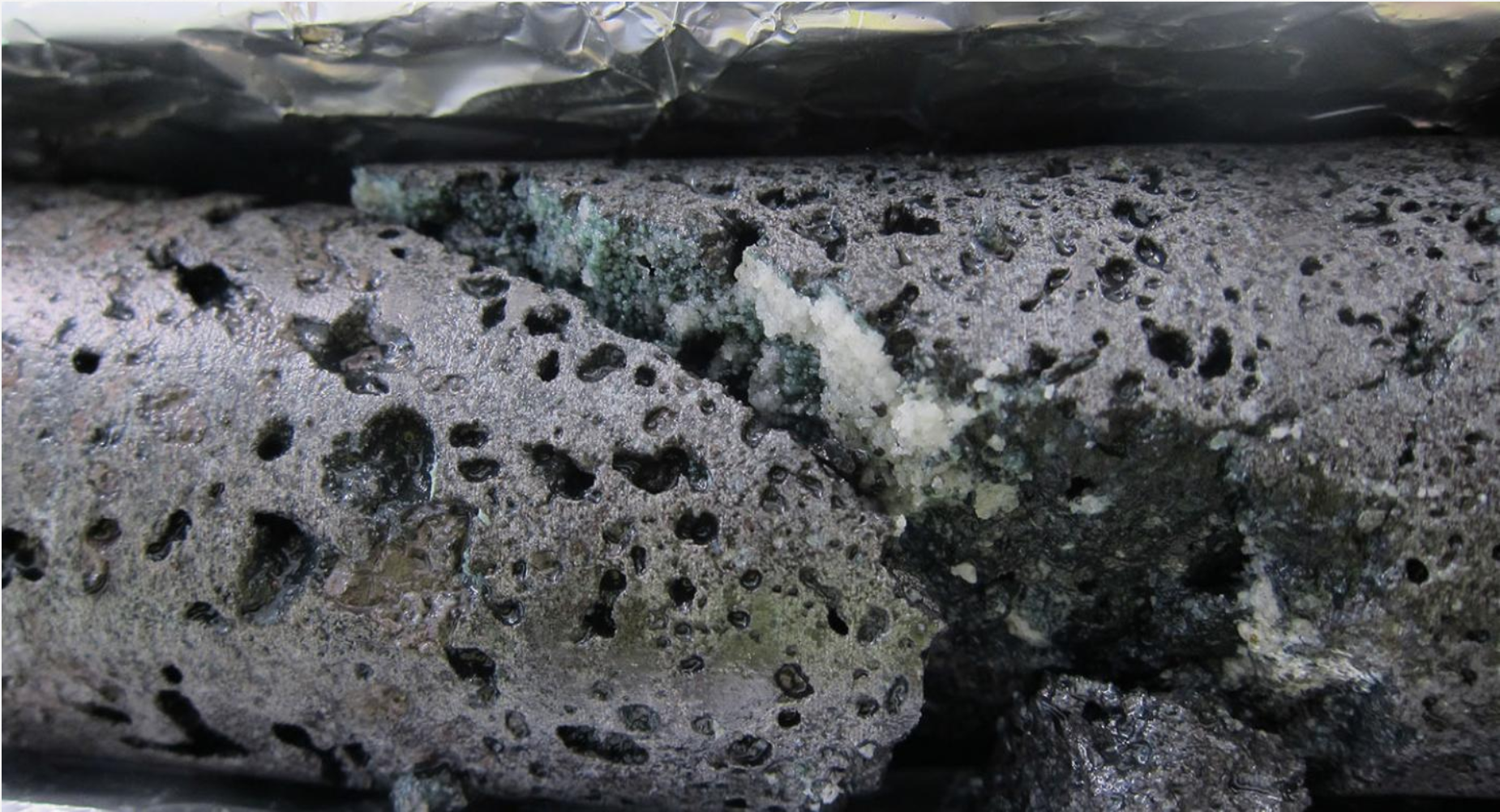
Imagen de calcita formada en basalto debido a la interacción agua-roca cargada con CO_{2} en el sitio Carbfix

El CO2 capturado se disuelve en agua, ya sea antes o durante la inyección en formaciones máficas o ultramáficas, como los basaltos. La disolución de CO2 en agua se puede expresar como:
CO2 (g) + H2O (l) ⇌ H2CO3 (ac)
↔ H+(ac) + HCO3 - (ac)
↔ 2H+(ac) + CO32 -(ac)
Al disolver el CO₂ en agua, se logra un atrapamiento de solubilidad instantáneo, que es el segundo mecanismo más seguro para el almacenamiento de CO2:  no hay burbujas de CO2 presentes en el agua cargada con CO2, la cual, además, es más densa que el agua presente en la formación. Por lo tanto, el agua cargada con CO2 tiende a hundirse en lugar de migrar hacia arriba hacia la superficie.
El agua cargada con CO2 es ácida, generalmente con un pH de 3 a 5, dependiendo de la presión parcial del CO2, la composición del agua y la temperatura del sistema. El agua cargada con CO2 reacciona con las rocas del subsuelo y disuelve cationes como calcio, magnesio y hierro. La disolución de minerales de silicato que contienen cationes, por ejemplo, la disolución de piroxeno (un mineral común en el basalto y la peridotita), puede expresarse como:
2H+ + H2O + (Ca,Mg,Fe) SiO3 = Ca2 +, Mg2 +, Fe2 + + H4SiO4
Los cationes pueden reaccionar con el CO2 disuelto para formar minerales carbonatados estables, como calcita (CaCO3), magnesita (MgCO3) y siderita (FeCO3), una reacción que puede expresarse como:
Ca2 +, Mg2 +, Fe2 +(ac) + CO32- (ac) → CaCO3 (s), MgCO3 (s), FeCO3 (s)
Las formaciones de rocas ultramáficas y máficas son las más eficientes debido a su alta reactividad y su abundancia en cationes metálicos divalentes. El grado en que los cationes liberados forman minerales depende del elemento, del pH y de la temperatura.

## Aspectos prácticos
Se ha estimado que perforar e inyectar agua carbonatada a alta presión en rocas basálticas en Hellisheiði cuesta menos de $25 por tonelada.
Este proyecto comenzó la inyección de carbono en 2012.  La financiación fue proporcionada por la Universidad de Islandia, la Universidad de Columbia, el Centro Nacional de Investigación Científica de Francia, el Departamento de Energía de los Estados Unidos, la UE, fondos nórdicos y Reykjavik Energy.
Estas fuentes de financiación incluyen el programa de investigación e innovación Horizonte 2020 de la Unión Europea en virtud de los acuerdos de subvención números 764760 y 764810. La Comisión Europea a través de los proyectos CarbFix (acción coordinada CE 283148), Min-GRO (MC-RTN-35488), Delta-Min (PITN-GA-2008-215360) y CO2  -REACT (Proyecto CE 317235). Fondo nórdico 11029-NORDICCS; el fondo islandés de investigación geotérmica GEORG (09-02-001) a SRG y Reykjavik Energy; y el Departamento de Energía de EE. UU. con el número de adjudicación DE-FE0004847.
El costo es de alrededor de US$25 por tonelada de CO2.

## Desafíos
La reinyección de fluido geotérmico de la Planta de Energía Geotérmica Hellisheiði comenzó en el campo de reinyección Húsmúli en septiembre de 2011. La puesta en marcha del sitio de reinyección provocó una sismicidad inducida significativa que fue percibida por las comunidades cercanas. Este problema se abordó mediante la introducción de un nuevo flujo de trabajo que incluye medidas preventivas para minimizar este riesgo, como el ajuste de las tasas de inyección. La implementación de este flujo de trabajo redujo el número anual de eventos sísmicos mayores a magnitud 2 en la zona, pasando de 96 en 2011 a solo uno en 2018, lo cual se considera satisfactorio y demuestra que las operaciones actuales están dentro de los límites regulatorios.
Carbfix comenzó la inyección de CO2 capturado de la planta de energía geotérmica Hellisheiði, disuelto en el condensado de las turbinas de la planta, en uno de los pozos de reinyección existentes en el campo de reinyección Húsmúli en abril de 2014. No se observó un aumento en la sismicidad después de que se inició la inyección de CO2, lo que implica que la sismicidad no es inducida por la inyección de CO2 disuelto en el condensado.

## Situación actual
Carbfix opera actualmente cuatro sitios de inyección en Islandia, con énfasis en la inyección de CO2 capturado de fuentes puntuales de CO2, CO2 que se captura y transporta a un sitio de inyección y CO2 que se captura directamente de la atmósfera utilizando tecnología de captura directa de aire (DAC).

### Captura de fuentes puntuales y almacenamiento de minerales de CO2
Desde junio de 2014, Carbfix captura e inyecta CO2 y sulfuro de hidrógeno (H2S) de la planta de energía geotérmica Hellisheiði. Los gases geotérmicos se disuelven en el condensado de las turbinas de la central eléctrica en una torre de depuración especialmente diseñada y se inyectan a una profundidad de 750 m bajo tierra en rocas basálticas. Actualmente, alrededor del 68% del H2S y el 34% del CO2 de las emisiones de la planta se capturan e inyectan, lo que equivale a unas 12 000 toneladas de CO2 al año y unas 5000 toneladas de H2S al año. Los resultados muestran que más del 60% del CO2 inyectado se mineralizó dentro de los 4 meses siguientes a la inyección, y más del 85% del H2S inyectado dentro de los 4 meses siguientes a la inyección.
Carbfix está trabajando actualmente en la ampliación de las operaciones en la planta de energía geotérmica Hellisheiði a través del proyecto Silverstone del Fondo de Innovación de la UE, con el objetivo de lograr una producción de energía geotérmica cercana a cero a partir de 2025 mediante la captura de más del 95% del CO2 y el 99% del H2S de las emisiones de la planta.  Esto representa hasta 40 000 toneladas de CO2 y hasta 12 000 toneladas de H2S por año.
Carbfix ha iniciado desde principios de 2023 la captura e inyección de CO2 y H2S de la planta de energía geotérmica de Nesjavellir en el suroeste de Islandia como parte del proyecto GECO financiado por Horizonte 2020 de Europa. Se utiliza el mismo enfoque que en la planta de energía geotérmica de Hellisheiði, pero con una eficiencia de captura optimizada de la torre de depuración. Los gases se disuelven en el condensado de las turbinas de la planta y se inyectan en el subsuelo basáltico por debajo de los 900 m.

### Inyección y almacenamiento mineral de CO2capturado de la atmósfera mediante tecnologías de captura directa de aire
La primera inyección de CO2 capturado de la atmósfera del mundo se llevó a cabo en Hellisheiði, en el suroeste de Islandia, en 2017, como parte del proyecto CarbFix2, financiado por Europa H2020. El CO2 se capturó utilizando una unidad de captura directa de aire (DAC) desarrollada por la empresa suiza de tecnología ecológica Climeworks. A continuación, el CO2 se disolvió en agua y se inyectó en el subsuelo basáltico.
En 2021, se puso en funcionamiento en Hellisheiði la primera planta comercial de DAC combinada con almacenamiento del mundo, Orca, en colaboración entre Climeworks y Carbfix. La planta tiene capacidad para capturar hasta 3600 toneladas de CO2 directamente de la atmósfera que se inyectan en basaltos para el almacenamiento permanente de minerales.
En 2024, Climeworks y Carbfix pondrán en funcionamiento la planta de DAC Mammoth, con capacidad para capturar hasta 36 000 toneladas al año que se inyectarán en el basalto para el almacenamiento permanente de minerales en el Parque Geotérmico de Hellisheiði.

### Captura, transporte y almacenamiento de CO2
El transporte transfronterizo de CO2 se demostró por primera vez como parte del proyecto DemoUpCarma en agosto de 2022. El proyecto fue financiado por las Oficinas Federales Suizas y dirigido por la ETH. El CO2 se capturó de una planta de mejora de biogás en Berna, Suiza, y se transportó a Islandia, donde se inyectó por primera vez en el sitio de Hellisheiði. El sitio de inyección actual del proyecto DemoUpCarma está en Helguvík, Islandia, donde el CO2 se coinyecta con agua de mar como parte del proyecto de I+D CO2Seastone.[38]
En julio de 2021, Carbfix recibió la mayor subvención de investigación jamás concedida a una empresa islandesa, cuando fue nominada para la subvención del Fondo de Innovación de la UE de 15 millones de euros para el proyecto Coda Terminal.
La Terminal Coda se construirá en Straumsvík, al suroeste de Islandia, como el primer centro de transporte y almacenamiento de carbono transfronterizo de Islandia. El CO2 se capturará en los sitios industriales del norte de Europa, centrándose en el sector difícil de reducir, y se enviará a la terminal, donde se descargará en tanques terrestres para su almacenamiento temporal. Luego, el CO2 se bombeará a una red de pozos de inyección cercanos, donde se disolverá en agua durante la inyección en el lecho de roca basáltica. Las operaciones se ampliarán en etapas hasta alcanzar los 3 millones de toneladas de CO2 por año a partir de 2031.